# Cherubino Bonsignori
Pour les articles homonymes, voir Famille Bonsignori et Bonsignori.
 (mai 2013).
Cherubino Bonsignori, ou Fra Cherubino Monsignori (Vérone, ..., Mantoue, ...) est un peintre italien, le frère de Francesco Bonsignori et de  Girolamo Bonsignori peintres véronais plus connus.

## Biographie
Cherubino Monsignori, artiste miniaturiste, et fils du peintre Alberto Bonsignori (ou Alberto Monsignori),  a appartenu à l'ordre des Franciscains.